# Rufus Sewell
Pour les articles homonymes, voir Rufus et Sewell.
Rufus Sewell, né le 29 octobre 1967 à Twickenham dans le Grand Londres, est un acteur britannique.

## Biographie
Rufus Sewell est né le 29 octobre 1967 à Twickenham dans le Grand Londres, Angleterre.
Il a un frère, Caspar Sewell.

## Carrière
C'est en 1998, avec son premier rôle dans le film de science-fiction Dark City d'Alex Proyas, qu'il se fait véritablement connaître du grand public. Il y campe un héros amnésique, en quête de son identité véritable, plongé dans une ville étrange et face à des hommes en noir menaçants. Dans ce film, il partage l'affiche avec une distribution prestigieuse : William Hurt, Jennifer Connelly et Kiefer Sutherland.
En 2010, il fait partie de la distribution de la série télévisée Les Piliers de la terre, diffusée aux États-Unis sur la chaîne Starz et en France sur Canal+.
Entre 2015 et 2019, il tourne dans la série The Man in the High Castle.
En 2023, il joue dans les séries Netflix dans Kaléidoscope et La Diplomate.

### Vie privée
Il a été marié avec la journaliste Yasmin Abdallah de 1999 à 2000. De 2004 à 2006, il fut marié avec Amy Gardner. Ils ont un fils, William Douglas Sewell, né en 2002.
Il a une fille, Lola Sewell, née en 2013, de sa relation avec Ami Komai.
En décembre 2023, il est fiancé à l'actrice Vivian Benitez de 29 ans sa cadette, ils sortent ensemble depuis cinq ans . Ils se marient en juillet 2024 au Pays de Galles.

## Filmographie

### Cinéma
- 1991 : Twenty-One de Don Boyd : Bobby
- 1993 : Dirty Weekend de Michael Winner : Tim
- 1994 : A Man of No Importance de Suri Krishnamma : Robbie Fay
- 1995 : Carrington de Christopher Hampton : Mark Gertler
- 1996 : Hamlet de Kenneth Branagh : Fortinbras
- 1996 : Victory de Mark Peploe : Martin Ricardo
- 1997 : The Woodlanders de Phil Agland : Giles Winterbourne
- 1998 : La Courtisane (Dangerous Beauty) de Marshall Herskovitz : Marco Venier
- 1998 : Dark City d'Alex Proyas : John Murdoch
- 1998 : Martha, Frank, Daniel et Lawrence (Martha, Meet Frank, Daniel and Laurence) de Nick Hamm : Frank
- 1998 : Illuminata de John Turturro : Dominique
- 1998 : La Ferme - une comédie bio (en) (At Sachem Farm) de John Huddles : Ross
- 1999 : In a Savage Land de Bill Bennett : Mick Carpenter
- 2000 : L'Élue (Bless the Child) de Chuck Russell : Eric Stark
- 2001 : Chevalier (A Knight's Tale) de Brian Helgeland : le comte Adhemar d'Anjou
- 2002 : The Extremists (Extreme Ops) de Christian Duguay : Ian
- 2003 : Victoria Station de Douglas Hodge (court-métrage) : le chauffeur de taxi
- 2005 : La Légende de Zorro (The Legend of Zorro) de Martin Campbell : Comte Armand
- 2006 : L'Illusionniste (The Illusionist) de Neil Burger : Léopold, le prince héritier
- 2006 : Amazing Grace de Michael Apted : Thomas Clarkson
- 2006 : Paris, je t'aime de Wes Craven : William
- 2006 : Tristan et Yseult (Tristan & Isolde) de Kevin Reynolds : Lord Mark de Cornouailles
- 2006 : The Holiday de Nancy Meyers : Jasper Bloom
- 2008 : Vinyan de Fabrice Du Welz : Paul Bellmer
- 2008 : Downloading Nancy de Johan Renck : Albert Stockwell
- 2010 : The Tourist de Florian Henckel von Donnersmarck : Lawrence, l'anglais
- 2012 : Hotel Noir de Sebastian Gutierrez : Felix, le détective
- 2012 : Abraham Lincoln, chasseur de vampires (Abraham Lincoln: Vampire Hunter) de Timour Bekmambetov : Adam, le chef des vampires
- 2013 : Le Chemin du passé (I'll Follow You Down) de Richie Mehta : Gabe Whyte
- 2013 : The Sea de Stephen Brown : Carlo Grace
- 2013 : All Things To All Men de George Isaac : Jonathan Parker
- 2014 : Hercule (Hercules) de Brett Ratner : Autolycos de Sparte
- 2014 : Where the Devil Hides (The Devil's Hand) de Christian E. Christiansen : Jacob Brown
- 2015 : Blinky Bill, The Movie de Deane Taylor : Sir Claude (voix)
- 2016 : Gods of Egypt d'Alex Proyas : Urshu, l'architecte de Set
- 2019 : Judy de Rupert Goold : Sidney Luft
- 2020 : The Father de Florian Zeller : Paul
- 2021 : Old de M. Night Shyamalan : Charles
- 2024 : Dîner à l'anglaise (The Trouble with Jessica) de Matt Winn : Richard
- 2024 : Scoop de Philip Martin : le prince Andrew

### Télévision

#### Séries télévisées
- 1992 : Gone to Seed : Billy Broker
- 1994 : Middlemarch : Will Ladislaw
- 2000 : Les Mille et Une Nuits (Arabian Nights) : Ali Baba
- 2003 : Hélène de Troie (Helen of Troy) : Agamemnon
- 2003 : Charles II: The Power & the Passion : Roi Charles II
- 2005 : ShakespeaRe-Told (en): Petruchio
- 2008 : John Adams : Alexander Hamilton
- 2008 - 2009 : Eleventh Hour : Dr Jacob Hood
- 2010 : Les Piliers de la terre (The Pillars of the Earth) : Tom le Bâtisseur
- 2011 : Zen : Aurelio Zen
- 2012 : Parade's End : Révérend Duchemin
- 2012 : Restless : Lucas Romer
- 2015 -  2019 : Le Maître du Haut Château (The Man in the High Castle) de Frank Spotnitz : John Smith, SS-Obergruppenführer
- 2016 - 2017 : Victoria : Lord Melbourne
- 2018 : La Fabuleuse Madame Maisel (The Marvelous Mrs. Maisel) : Declan Howell
- 2020 : Le Cheval pâle (The Pale Horse) : Mark Easterbrook
- 2023 : Kaleidoscope : Roger Salas
- 2023 - présent : La Diplomate (The Diplomat) : Hal Wyler
- 2025 : Sandman : Time

#### Téléfilms
- 1991 : The Last Romantics de Jack Gold : Mike Costain
- 1993 : A Night with a Woman, a Day with Charlie d'Harry Bradbeer : Charlie
- 1993 : Dirtysomething de Carl Prechezer : Clive
- 1994 : Citizen Locke d'Agnieszka Piotrowska : Clarke, l'aspirant
- 1995 : La Ferme du mauvais sort (Cold Comfort Farm) de John Schlesinger : Seth Starkadder
- 1995 : Henry IV, Part One de John Caird : Henry Percy, comte de Northumberland
- 2001 : La Sirène mutante (Mermaid Chronicles Part 1: She Creature) de Sebastian Gutierrez : Angus Shaw
- 2015 : Killing Jesus de Christopher Menaul : Caïphe

## Théâtre
- 1994 : Arcadia de Tom Stoppard
- 2007 : Rock 'n' Roll de Tom Stoppard

## Distinctions
- 2007 : Laurence Olivier Award du meilleur acteur pour Rock 'n' Roll

## Voix francophones
En France, Rufus Sewell n'a pas encore de voix régulière. Bernard Gabay et Xavier Fagnon l'ont doublé à quatre et trois reprises.
En France
| - Bernard Gabay dans : - La Courtisane - The Holiday - The Father - Kaleidoscope (mini-série) - Xavier Fagnon dans : - Abraham Lincoln : Chasseur de vampires - Victoria (série télévisée) - La Diplomate (série télévisée) - Olivier Jankovic dans : - Un homme sans importance - La Ferme du mauvais sort (téléfilm) - Gabriel Le Doze dans : - Martha, Frank, Daniel et Lawrence - La Fabuleuse Madame Maisel (série télévisée) - Boris Rehlinger dans : - La Vie aux aguets (téléfilm) - Hercule | Et aussi - Jean-Philippe Puymartin dans Dark City - Pierre Tessier dans L'Élue - Guillaume Orsat dans Chevalier - Stefan Godin dans The Extremists - Philippe Dumond dans Hélène de Troie (téléfilm) - Arnaud Arbessier dans La Légende de Zorro - Philippe Résimont (Belgique) dans Tristan et Yseult - Bernard Alane dans L'Illusionniste - Bernard Lanneau dans John Adams (mini-série) - Bruno Choël dans Eleventh Hour (série télévisée) - François Delaive dans Le Maître du Haut Château (série télévisée) - Vincent Ropion dans Gods of Egypt - Maurice Decoster dans Le Cheval pâle (mini-série) - Charles Uguen dans Old - Bruno Georis (Belgique) dans Judy |

Au Québec